# نيل تايلور (لاعب كريكت)
نيل تايلور (21 يوليو 1959 - ) (بالإنجليزية: Neil Taylor)‏ هو لاعب كريكت بريطاني.

## وصلات خارجية
- نيل تايلور على موقع إي آس بي آن كريك إنفو (الإنجليزية)